# Euproctis karapina
Euproctis karapina är en fjärilsart som beskrevs av Embrik Strand 1914. Euproctis karapina ingår i släktet Euproctis och familjen tofsspinnare. Inga underarter finns listade i Catalogue of Life.